# Чимборасо (провінція)
Чимборасо (ісп. Provincia Chimborazo) — провінція Еквадору, розташована і центрі країни в Еквадорських Андах, відома як provincia de las altas cumbres — «провінція великих висот», що містить вайвищу вершину країни — вулкан Чимборасо (6 310 м) та Національний парк Санґай. Столиця провінції — місто Ріобамба, її населення — 513 225 мешканців (INEC, 2001).
| Еквадор | Це незавершена стаття з географії Еквадору. Ви можете допомогти проєкту, виправивши або дописавши її. |